# 키시다 신
키시다 신(Shin Kishida, 1939년 10월 17일 ~ 1982년 12월 28일)은 일본의 배우, 각본가, 일본의 성우, 텔레비전 배우이다.

## 방송
- 괴기 대작전

## 영화
- 남극 이야기 (1983년)
- 장군 암살자 (1980년)
- 지 아이 사무라이 (1979년)
- 우타마로즈 월드 (1977년)
- 흑장미 승천 (1975년)
- 수라설희 2 (1974년)
- 고질라 15 - 고질라 대 메카고질라 (1974년)
- 아들을 동반한 검객 4 (1972년)
- 아들을 동반한 검객 2 (1972년)
- 내 목숨을 걸고 (1971년)
- 자토이치와 요짐보 (1970년) - 쿠즈류 역
- 괴기 대작전 (1968년)
- 방랑기 (1962년)